# Impatiens touranensis
Impatiens touranensis är en balsaminväxtart som beskrevs av Tardieu. Impatiens touranensis ingår i släktet balsaminer, och familjen balsaminväxter. Inga underarter finns listade i Catalogue of Life.